# Хольст, Хеннинг
Хеннинг Хольст (дат. Henning Holst; 25 октября 1891, Копенгаген — 20 марта 1975, Хеллеруп, Копенгаген) — датский хоккеист на траве, полевой игрок. Серебряный призёр летних Олимпийских игр 1920 года, участник летних Олимпийских игр 1928 и 1936 годов.

## Биография
Хеннинг Хольст родился 25 октября 1891 года в датском городе Копенгаген.
Играл в хоккей на траве за «Ориент» из Конгенс Люнгбю. Его карьера продолжалась почти 20 лет.
В 1920 году вошёл в состав сборной Дании по хоккею на траве на летних Олимпийских играх в Антверпене и завоевал серебряную медаль. Играл в поле, провёл 3 матча, забил (по имеющимся данным) 2 мяча (по одному в ворота сборных Франции и Бельгии).
В 1928 году вошёл в состав сборной Дании по хоккею на траве на летних Олимпийских играх в Амстердаме, поделившей 5-6-е места. Играл в поле, провёл 4 матча, забил 3 мяча (два в ворота сборной Австрии, один — Швейцарии).
В 1936 году вошёл в состав сборной Дании по хоккею на траве на летних Олимпийских играх в Берлине, поделившей 7-9-е места. Играл в поле, провёл 4 матча, забил (по имеющимся данным) 4 мяча (три в ворота сборной Афганистана, один — Швейцарии).
В 1951—1959 годах возглавлял Федерацию хоккея на траве Дании.
По профессии был инженером.
Умер 20 марта 1975 года в датском городе Хеллеруп.